# Усатов, Дмитрий Андреевич
Дми́трий Андре́евич Уса́тов (10 [22] февраля 1847 — 10 [23] августа 1913, Ялта) — русский оперный певец (тенор), педагог.

## Биография и творчество
Родился в 1847 году под Петербургом в семье крепостного графа Н. Д. Шереметева, в детстве пел в его хоре.
В 1868—1873 годах обучался пению в Петербургской консерватории (класс пения у П. Репетто и К. Эверарди), которую окончил с малой серебряной медалью в 1873 году.
В 1873—1880 годах выступал в частных оперных антрепризах в различных городах России. На оперной сцене дебютировал в Харькове, затем пел в Киеве (сезон 1873—1874, в 1876 и в 1879). Выступал также в Нижнем Новгороде, Саратове, Астрахани и других городах. В 1875—1878 годах несколько сезонов выступал в труппе П. М. Медведева (основателя первой частной оперной антрепризы) в Казани, где приобрёл широкую известность.
В 1880—1889 годах — солист Большого театра в Москве (успешно дебютировал в операх «Фауст» и «Аида»). Был первым исполнителем на сцене Большого театра партий Ленского («Евгений Онегин», 1881), Елеазара («Маккавеи» Рубинштейна, 1883), Андрея («Мазепа», 1884), боярина Куратова («Нижегородцы» Направника, 1884), Вакулы («Черевички» Чайковского, 1887).
Будучи лирическим тенором, Усатов пел также партии драматические. Среди них: Собинин, Лионель, Князь; Рауль («Гугеноты»), Рембо («Роберт-Дьявол»), «Фра-Дьяволо» и другие. Исполнял русские романсы и песни. Сам являлся автором более 50 песен и романсов, некоторые из которых исполнял Шаляпин («Бедность», «Думы мои», «Дуют ветры», «Лес», «Современный романс», «Трудящемуся брату» — на слова И. Никитина, Т. Шевченко, А. Кольцова, А. Курепина, И. Сурикова).
В 1884 году П. И. Чайковский посвятил Усатову романс «Смерть» (ор. 57 No 5; сл. Д. С. Мережковского).
В конце своей карьеры одним из первых в России записал свой голос на фонограф.
Оставив сцену, Усатов преподавал в Тбилиси; здесь в 1892—1893 у него брал уроки пения Ф. И. Шаляпин. Оценив талант своего ученика и зная о его трудном материальном положении, Усатов давал уроки будущему великому певцу бесплатно и в дальнейшем помогал с устройством в антрепризы. С 1902 года и до своей смерти в 1913 году жил в Ялте, на Екатерининской улице, преподавал пение. Его останки покоятся на Поликуровском мемориале. Могила певца была утрачена в годы Великой Отечественной войны, но в 2022 году удалось определить точное её месторасположение.